# CRB Ouled Djellal
Maillots
Actualités
Le Chabab Riadhi Baladiat Ouled Djellal (en arabe : الشباب الرياضي لبلدية أولاد جلال), plus couramment abrégé en CRB Ouled Djellal ou simplement CRBOD, est un club algérien de football fondé en 1931 et basé dans la ville de Ouled Djellal.

## Histoire
Lors de la Coupe d'Algérie saison 2015-16, le CRBOD atteint les 16e de finale et se voit éliminé par le RA Aïn Defla sur le score de 4 à 2 après prolongation.
En 2020, le club est sacré champion de la Division Nationale Amateur (D3) saison 2019-20 (groupe est), et accède ainsi en Ligue 2 Amateur (D2) saison 2020/21.

## Parcours

### Classement en championnat par année
- 1962-63 : D?, ?e
- 1963-64 : D?, ?e
- 1964-65 : D?, ?e
- 1965-66 : D?, ?e
- 1966-67 : D?, ?e
- 1967-68 : D?, ?e
- 1968-69 : D?, ?e
- 1969-70 : D?, ?e
- 1970-71 : D?, ?e
- 1971-72 : D?, ?e
- 1972-73 : D?, ?e
- 1973-74 : D?, ?e
- 1974-75 : D?, ?e
- 1975-76 : D?, ?e
- 1976-77 : D?, ?e
- 1977-78 : D?, ?e
- 1978-79 : D?, ?e
- 1979-80 : D?, ?e
- 1980-81 : D?, ?e
- 1981-82 : D?, ?e
- 1982-83 : D?, ?e
- 1983-84 : D?, ?e
- 1984-85 : D?, ?e
- 1985-86 : D?, ?e
- 1986-87 : D?, ?e
- 1987-88 : D?, ?e
- 1988-89 : D?, ?e
- 1989-90 : D?, ?e
- 1990-91 : D?, ?e
- 1991-92 : D?, ?e
- 1992-93 : D?, ?e
- 1993-94 : D?, ?e
- 1994-95 : D3, Régionale Batna, 16e
- 1995-96 : D4, Division d'honneur ?e
- 1996-97 : D?, ?e
- 1997-98 : D?, ?e
- 1998-99 : D3, Régionale Batna, 10e
- 1999-00 : D?, ?e
- 2000-01 : D?, ?e
- 2001-02 : D?, ?e
- 2002-03 : D?, ?e
- 2003-04 : D?, ?e
- 2004-05 : D?, ?e
- 2005-06 : D?, ?e
- 2006-07 : D?, ?e
- 2007-08 : D?, ?e
- 2008-09 : D?, ?e
- 2009-10 : D?, ?e
- 2010-11 : D?, ?e
- 2011-12 : D?, ?e
- 2012-13 : D5, R1 LRF Batna, 2e
- 2013-14 : D4, inter-régions Est, 10e
- 2014-15 : D4, inter-régions Est, 10e
- 2015-16 : D4, inter-régions Est, 9e
- 2016-17 : D4, inter-régions Est, 5e
- 2017-18 : D4, inter-régions Est, 1re
- 2018-19 : D3, DNA Est, 7e
- 2019-20 : D3, DNA Est, 1re
- 2020-21 : D2, D2 Amateur Est, 10e
- 2021-22 : D3, inter-régions Centre-Est, 9e
- 2022-23 : D3, inter-régions Centre-Est, 7e
- 2023-24 : D3, inter-régions Centre-Est, 16e
- 2024-25: D4, R1 LRF Batna, ?e

### Parcours du CRBOD en coupe d'Algérie
| Saison  | Tour        | Matchs          | Résultats |
| ------- | ----------- | --------------- | --------- |
| 1962-63 | ?           | ?               | ?         |
| 1963-64 | ?           | ?               | ?         |
| 1964-65 | ?           | ?               | ?         |
| 1965-66 | ?           | ?               | ?         |
| 1966-67 | ?           | ?               | ?         |
| 1967-68 | ?           | ?               | ?         |
| 1968-69 | ?           | ?               | ?         |
| 1969-70 | ?           | ?               | ?         |
| 1970-71 | ?           | ?               | ?         |
| 1971-72 | ?           | ?               | ?         |
| 1972-73 | ?           | ?               | ?         |
| 1973-74 | ?           | ?               | ?         |
| 1974-75 | ?           | ?               | ?         |
| 1975-76 | ?           | ?               | ?         |
| 1976-77 | ?           | ?               | ?         |
| 1977-78 | ?           | ?               | ?         |
| 1978-79 | ?           | ?               | ?         |
| 1979-80 | ?           | ?               | ?         |
| 1980-81 | ?           | ?               | ?         |
| 1981-82 | ?           | ?               | ?         |
| 1982-83 | ?           | ?               | ?         |
| 1983-84 | ?           | ?               | ?         |
| 1984-85 | ?           | ?               | ?         |
| 1985-86 | ?           | ?               | ?         |
| 1986-87 | ?           | ?               | ?         |
| 1987-88 | ?           | ?               | ?         |
| 1988-89 | ?           | ?               | ?         |
| 1989-90 | N.J         | N.J             | N.J       |
| 1990-91 | ?           | ?               | ?         |
| 1991-92 | ?           | ?               | ?         |
| 1992-93 | N.J         | N.J             | N.J       |
| 1993-94 | ?           | ?               | ?         |
| 1994-95 | ?           | ?               | ?         |
| 1995-96 | 2e T.R      | IRB M'Sila      | 1-0       |
| 1996-97 | ?           | ?               | ?         |
| 1997-98 | ?           | ?               | ?         |
| 1998-99 | ?           | ?               | ?         |
| 1999-00 | ?           | ?               | ?         |
| 2000-01 | ?           | ?               | ?         |
| 2001-02 | ?           | ?               | ?         |
| 2002-03 | ?           | ?               | ?         |
| 2003-04 | ?           | ?               | ?         |
| 2004-05 | ?           | ?               | ?         |
| 2005-06 | ?           | ?               | ?         |
| 2006-07 | ?           | ?               | ?         |
| 2007-08 | ?           | ?               | ?         |
| 2008-09 | ?           | ?               | ?         |
| 2009-10 | ?           | ?               | ?         |
| 2010-11 | ?           | ?               | ?         |
| 2011-12 | ?           | ?               | ?         |
| 2012-13 | ?           | ?               | ?         |
| 2013-14 | ?           | ?               | ?         |
| 2014-15 | ?           | ?               | ?         |
| 2015-16 | ?           | ?               | ?         |
| 2016-17 | ?           | ?               | ?         |
| 2017-18 | 1/64 finale | NRC Boudjelbana | 1-0       |
| 2018-19 | ?           | ?               | ?         |
| 2019-20 | ?           | ?               | ?         |

## Structures du club

### Infrastructures

#### Stade Lamri Benkouider
Le CRBOD joue ses matchs au Stade Lamri Benkouider, d'une capacité de 5 000 places.

## Personnalités du club

### Joueurs
- Houssam Ghacha

## Vidéos du CRBOD
| Match RAAD vs CRBOD, Coupe d'Algérie 2015-2016                                             |
| ------------------------------------------------------------------------------------------ |
| [vidéo] « Visionner la vidéo », sur YouTube, 9 janvier 2016 (consulté le 1er février 2021) |